# Jaime Ramón Molina Mata
Jaime Ramón Molina Mata, conegut com a Jaime Molina, nascut a Estepona, Andalusia, el 6 de març de 1969, és un futbolista andalús, ja retirat. Jugava de defensa.

## Trajectòria
Es va formar a les files del CD Málaga, primer jugant amb el filial, l'Atlético Malagueño, i després amb el primer equip, amb el qual va debutar a primera divisió. La 92/93 fitxa pel CA Marbella i a l'any següent, pel Mérida, ambdós de Segona Divisió.
El 1994 torna a la màxima categoria a les files del RCD Espanyol, on hi passaria tres campanyes. Del club català retornaria al Mérida, amb qui disputaria el millor any a Primera, la 97/98 amb 32 partits de lliga.
El 1999 fitxa per la UD Las Palmas, amb qui baixaria a Segona. Finalment, del 2001 al 2005 militaria en el CD Numancia, entre els quals cal comptar una temporada a primera divisió, l'última de Jaime en actiu.